# Kaba Gassama
Kaba Gassama Cissokho (Granollers, 16 de agosto de 1997) es una jugadora de balonmano española que juega de pivote en el HB Ludwigsburg. Es internacional con la selección femenina de balonmano de España.
Es hermana del también jugador de balonmano Mamadou Gassama, del futbolista Sekou Gassama y la guardameta Goundo Gassama.

## Clubes
| Club                       | País     | Año         |
| -------------------------- | -------- | ----------- |
| Club Balonmano Granollers  | España   | 2014 - 2020 |
| Nantes Atlantique Handball | Francia  | 2020 - 2021 |
| CJF Fleury Loiret Handball | Francia  | 2021 - 2022 |
| SG BBM Bietigheim          | Alemania | 2022 - 2024 |
| HB Ludwigsburg             | Alemania | 2024 -      |

## Trofeos y títulos
- 1 x EHF European League (2020/21)[7][8]
- 1 x Supercopa de Alemania (2024, 2025)
- 2 x Copa de Alemania (2024, 2025)[9]